# Fodor Ernő (zenepedagógus)
Fodor Ernő, 1886-ig Freund (Csabdi, 1878. április 25. – Budapest, Terézváros, 1944. október 15.) zenepedagógus, zongoraművész. Sógora Lányi Viktor Géza zeneszerző, író.

## Élete
Fodor (Freund) Simon (1838–1919) haszonbérlő és Gyöngyföldi Róza fia. Gyermekkorában Budapestre költözött szüleivel és testvéreivel, ahol zenei képzésben részesült. Először a Nemzeti Zenedében tanult, majd a Zeneakadémia növendéke volt. Zeneszerzés órákat Koessler Jánostól vett, de megtanult orgonálni, klarinétozni és hegedűn játszani is. 1902-ben tanári oklevelet szerzett. 1902–1903-ban megkapta a Volkmann-ösztöndíjat. Miután zongoratanára, Szendy Árpád felfigyelt tehetségére, kinevezte őt állandó helyettesének. Több hangversenykörúton vett részt tanulmányai befejezése után, többek között Földesy Arnolddal és Perotti Gyulával. 1903-ben megalapította zeneiskoláját, amelynek létrehozásához a tőkét egy gazdag vidéki földbirtokos családnál kapott fizetéséből fedezte. Az iskolát –, amely Magyarország legnagyobb magán-zeneiskolája volt – haláláig vezette. 1903 és 1909 között az intézmény tanára is volt. A második világháborút követően rövid ideig özvegye folytatta az iskola vezetését, majd 1952-ig munkaközösségként működött. Halálát vastagbél- és májrák okozta.
A Fiumei úti sírkertben nyugszik (11-4-22). Helyreállított sírja a Nemzeti sírkert részeként 2004 óta védett.

## Családja
Felesége Guttmann Margit volt, akit 1907. október 19-én Budapesten vett nőül. Esküvői tanúja Szendy Árpád volt.
Gyermekei
- Fodor Ervin (1908–1944)[8] mérnök, a holokauszt áldozata lett.
- Fodor Erika (1910–1950)